# Cofradía de Santa María Magdalena
La Cofradía de Santa María Magdalena es una cofradía de la Semana Santa de Albacete (España).
Tiene su sede canónica en la Iglesia de Fátima. Fue fundada en 1987 por un grupo de mujeres de la Cofradía de Nuestra Señora del Mayor Dolor, siendo la primera cofradía formada y dirigida solo por mujeres (aunque en la actualidad está compuesta por ambos sexos), si bien ya desde 1789 figuraba bajo la potestad del gremio de zapateros. 
Cuenta con dos imágenes: Santa María Magdalena (1991) y María Santísima de la Paz (1998).
Procesiona en Domingo de Ramos (Las Palmas), Lunes Santo (procesión infantil), Martes Santo (Oración Huerto), Miércoles Santo (La Pasión), Jueves Santo (El Calvario), Viernes Santo (Santo Entierro) y Domingo de Resurrección (El Resucitado). Su hábito está compuesto por capuz verde, túnica blanca y capa verde.

## Enlaces de interés
- Wikimedia Commons alberga una categoría multimedia sobre Cofradía de Santa María Magdalena.

- Datos: Q43285261